# Anette Norberg
Anette Norberg (ur. 12 listopada 1966 w Härnösand) – szwedzka curlerka, z 27 medalami imprez międzynarodowych jest najbardziej utytułowaną zawodniczką na świecie, pierwsza w historii kapitan, która zdobyła dwa złote medale igrzysk olimpijskich, starsza siostra Cathrine Lindahl. Zakończyła karierę sportową w 2013, przez wiele lat była skipem Team Folksam z Härnösands Curligklubb, później zaś dowodziła drużyną Ahlmarks z Karlstads Curligklubb. Od grudnia 2013 będzie występować w drużynie swojej córki.
W 2007 Anette Norberg wygrała Svenska Idrottsgalan w kategorii osiągnięcie roku. Pięć lat później przyznano jej prestiżowe Victoriastipendiet.

## Kariera
Norberg zaczęła grać w curling w 1979, dzięki rodzicom, którzy uczestniczyli m.in. w mistrzostwach Szwecji.

### Lata 1983–1998
Anette zadebiutowała na arenie międzynarodowej jako skip w Mistrzostwach Europy Juniorów 1983. W swoim pierwszym występie zdobyła już brązowy medal, pokonując w małym finale Niemki 13:5.
Rok później zadebiutowała w rywalizacji seniorek, na ME 1984 jej drużyna zdobyła srebro po finałowej porażce 2:8 z Niemcami (Almut Hege). Kolejne występy również kończyły się przegranymi w finałach, stało się tak na MEJ 1986 i 1987, kiedy Szwedki przegrywały 3:5 ze Szwajcarią i 5:6 z Norweżkami. Norberg dowodziła także zespołem na ME 1987, gdy powtórzyła poprzednie sukcesy zajmując 2. miejsce, w finale uległa Niemkom (Andrea Schöpp) 6:7.
W 1988 jako rezerwowa wyjechała z drużyną Elisabeth Högström na Zimowe Igrzyska Olimpijskie, curling był wówczas jeszcze dyscypliną pokazową. Norberg nie zagrała w żadnym z ośmiu meczów, Szwedki wywalczyły wówczas srebrne medale. Po ponad miesiącu Anette jako skip wyjechała na Mistrzostwa Świata 1988, po raz pierwszy zmierzyła się tam z drużynami amerykańskimi. Szwecja przegrała wówczas półfinał przeciwko Kanadzie (Heather Houston) 4:10, ale wysoko (14:2) pokonały Norweżki (Anne Jøtun Bakke) w meczu o brązowy medal. Jeszcze w tym samym roku Norberg jako trzecia u Elisabeth Högström triumfowała w ME, Skandynawki pokonały w finale Szkotki 5:4.
Cztery następne występy Norberg jako kapitana kończyły się zajęciem 3. miejsca. Były to kolejno MŚ 1989 po porażce z Norweżkami w półfinale 5:7, ME 1989 po wygranej z Dunkami w małym finale 8:5, MŚ 1991, kiedy Szwecja przegrała półfinał z Kanadą 4:6 i ME 1991.
Po 12 występach międzynarodowych, wszystkich zakończonych zdobyciem medalu pierwszym turniejem bez uplasowania na podium była pokazowa rywalizacja na Zimowych Igrzyskach Olimpijskich 1992. W Albertville Szwedki sklasyfikowano na 5. miejscu. Norberg tę samą lokatę zajęła na ME 1994 i ME 1998.

### Lata 2001–2007
Norberg wyjechała na MŚ 2001 i wróciła ze srebrnym medalem. W grudniu tego samego roku zapoczątkowała serię 5 triumfów w mistrzostwach Europy. W latach 2001 i 2002 w finałach rywalizacji europejskiej Szwedki dwukrotnie pokonały Dunki (Lene Bidstrup i Dorthe Holm), w 2003, 2004 i 2005 w meczach o złoto zespół z Härnösand wygrywał ze Szwajcarkami (Luzia Ebnöther, Mirjam Ott). Sukcesy w Europie były poparte brązowym medalem MŚ 2003 i złotym w Mistrzostwach Świata 2005. W 2004 Szwedki były gospodyniami mistrzostw świata, zawody te zakończyły jednak na 6. pozycji.
W 2006 Norberg dowodziła reprezentacją Szwecji na Zimowych Igrzyskach Olimpijskich 2006, kiedy curling był już w gronie dyscyplin medalowych. Szwedki zaliczane były do faworytek. Dotarły do finału, w którym po zaciętej rywalizacji pokonały 7:6 Mirjam Ott ze Szwajcarii. W sezonie olimpijskim zespół Anette wygrał wszystkie najważniejsze imprezy, łącznie z późniejszymi MŚ. W Grande Prairie podobnie jak rok wcześniej w finale Szwedki pokonały Amerykanki (Debbie McCormick) 10:9.
Drużyna Norberg nie zagrała na Mistrzostwach Europy 2006, wystąpiła natomiast w Mistrzostwach Świata 2007 zajmując 6. miejsce. W grudniu 2007 zespół Härnösands CK po raz szósty sięgnął po złote medale mistrzostw Europy, w finale zawodów w Füssen Szwedki pokonały Szkotki (Kelly Wood) 9:4. Rok później także grały w finale jednak uległy szwajcarskiej drużynie Mirjam Ott 4:5.

### Lata 2008–2010
W 2008 Norberg jako trzecia w drużynie Niklasa Edina wygrała mistrzostwa Szwecji mikstów, dało jej to możliwość wyjazdu na mistrzostwa Europy. Zawody mikstów nie są aż tak prestiżowe jak mistrzostwa Europy kobiet, Norberg wybrała wyjazd na turniej Oslo Cup z cyklu World Curling Tour jako przygotowania ze swoją drużyną do obrony tytułu mistrza Europy. Podczas grudniowych mistrzostw Europy przez długi czas Szwedki zajmowały pierwsze miejsce w tabeli, pod koniec fazy grupowej przegrały jednak dwa mecze z Niemkami (4:13) i Szwajcarkami (4:7). Drużyna Norberg została sklasyfikowana na 2. miejscu, następnie rozegrała mecz play-off ze Szwajcarią, który przegrała 4:8. Pojawiła się jednak w finale po wygranej w półfinale z Dunkami 8:7. W finale trzeci raz podczas tych zawodów wygrały Szwajcarki (5:4), zaś Szwecja zdobyła srebrny medal.
Po Round Robin MŚ 2009 zajmowała 4. miejsce. Wygrała niższy playoff i półfinał odpowiednio z Kanadyjkami 5:4 i Dunkami 7:6. W finale Szwecja zmierzyła się z Chinkami (Wang Bingyu), gdzie wynikiem 6:8 zdobyła srebrne medale. W Mistrzostwach Europy 2009, w sezonie olimpijskim, Szwedki zajęły 5. miejsce po porażce 4:5 z Rosjankami (Ludmiła Priwiwkowa) w tie-breaker.
Po Round Robin Zimowych Igrzyskach Olimpijskich w Vancouver szwedzka drużyna znajdowała się na drugim miejscu z bilansem 8 do 2 – przegrały z Rosjankami (1:10) oraz Kanadyjkami (2:6). W półfinale pokonały drużynę Chin 9:4. W finale spotkały się z Kanadyjkami, w 10. endzie po błędzie w wybiciu Cheryl Bernard Szwedki doprowadziły do dogrywki. W extra endzie to Kanadyjki miały hammera, jednak w swoim ostatnim zagraniu skip Kanady nie udało się wykonać podwójnego wybicia i Szwedki przejęły partię jednym punktem i w rezultacie wygrały cały mecz 7:6. Drużyna Norberg jest pierwszą na świecie, która zdobyła dwa złote medale olimpijskie w curlingu.

### 2010: Nowa drużyna
23 maja 2010 Eva Lund, Cathrine Lindahl i Anna Le Moine ogłosiły swoje odejście z curlingu. Norberg, która została bez drużyny początkowo nie podjęła decyzji o swojej karierze, mówiła, że mogłaby zostać trenerem. Na początku czerwca ogłoszono, że do Anette Norberg dołączy zespół Cecilii Östlund (Sara Carlsson i Liselotte Lennartsson), który zajął 4. miejsce w MŚ 2010. Najważniejszym celem nowego zespołu jest wystąpienie na Zimowych Igrzyskach Olimpijskich 2014.
Zespół wygrał Elitserien 2010/2011, w finale pokonał 5:4 Stinę Viktorsson. Dało to Norberg możliwość wystąpienia na MŚ 2011. Szwedki z pierwszego miejsca weszły do fazy play-off, w górnym meczu pokonały Chinki (Wang), a w wielkim finale przejęły ostatnią partię i wynikiem zwyciężyły 7:5 nad Kanadyjkami (Amber Holland).
3 kwietnia 2013 Anette Norberg ogłosiła zakończenie kariery sportowej. Do gry, na niższym szczeblu, wróci w grudniu 2013. Wystąpi wówczas ze swoją córką w rozgrywkach Division 1, jej głównym celem jest pomoc w kształtowaniu gry córki.

## Drużyny
Drużyny żeńskie
|                   | Czwarta            | Trzecia          | Druga            | Otwierająca       |
| ----------------- | ------------------ | ---------------- | ---------------- | ----------------- |
| 2012/2013         | Anette Norberg     | Cecilia Östlund  | Sabina Kraupp    | Sara Carlsson     |
| 2010/2012         | Anette Norberg     | Cecilia Östlund  | Sara Carlsson    | Lotta Lennartsson |
| 2003/2010         | Anette Norberg     | Eva Lund         | Cathrine Lindahl | Anna Le Moine     |
| 2002/2003         | Anette Norberg     | Cathrine Norberg | Eva Lund         | Helena Lingham    |
| 2001/2002         | Anette Norberg     | Cathrine Norberg | Eva Lund         | Maria Hasselborg  |
| 1999/2001         | Anette Norberg     | Cathrine Norberg | Eva Lund         | Helena Lingham    |
| 1998/1999         | Anette Norberg     | Cathrine Norberg | Helena Svensson  | Anna Blom         |
| 1994/1995         | Anette Norberg     | Cathrine Norberg | Helena Klange    | Helene Granqvist  |
| 1991/1992         | Anette Norberg     | Anna Rindeskog   | Cathrine Norberg | Helene Granqvist  |
| 1990/1991         | Anette Norberg     | Cathrine Norberg | Anna Rindeskog   | Helene Granqvist  |
| 1989/1990 MŚ 1989 | Anette Norberg     | Anna Rindeskog   | Sofie Marmont    | Louise Marmont    |
| ME 1988           | Elisabeth Högström | Anette Norberg   | Monika Jansson   | Marie Henriksson  |
| 1987/1988         | Anette Norberg     | Sofie Marmont    | Anna Rindeskog   | Louise Marmont    |
| 1984/1985         | Anette Norberg     | Anna Rindeskog   | Sofie Marmont    | Louise Marmont    |

Drużyny juniorskie
|           | Czwarta        | Trzecia        | Druga          | Otwierająca    |
| --------- | -------------- | -------------- | -------------- | -------------- |
| 1986/1987 | Anette Norberg | Carina Westman | Anna Rindeskog | Louise Marmont |
| 1985/1986 | Anette Norberg | Sofie Marmont  | Anna Rindeskog | Louise Marmont |
| 1982/1983 | Anette Norberg | Carina Nilsson | Louise Marmont | Anna Rindeskog |

Drużyny mikstowe
|           | Czwarty/-a  | Trzeci/-a      | Drugi/-a     | Otwierający/-a  |
| --------- | ----------- | -------------- | ------------ | --------------- |
| 2007/2008 | Niklas Edin | Anette Norberg | Eric Carlsén | Anna Hasselborg |

## Życie prywatne
Anette Norberg mieszka w podsztokholmskim Saltsjö-Boo, ma dwójkę dzieci: Tobiasa (ur. 1991) i Theresę (ur. 1998).
Pracuje jako główny aktuariusz w Folksam, w 1988 uzyskała tytuł fil. kand. w matematyce na Uniwersytecie w Uppsali. Wcześniej pracowała na podobnych stanowiskach w Nordei i KP. W 2013 bierze udział w Let’s Dance (szwedzka wersja Tańca z gwiazdami).